# João Bonneville
João Bonneville (João Maria Freire Torres Cayolla Bonneville, 19 de abril de 1991) é um ator português.

## Trabalhos

### Televisão
| Anos        | Projeto                       | Papel                            | Notas                 | Canal |
| ----------- | ----------------------------- | -------------------------------- | --------------------- | ----- |
| 2006        | Morangos com Açúcar           | Figurante                        | Figuração             | TVI   |
| 2010        | Ele É Ela                     | Jornalista                       | Elenco Adicional      | TVI   |
| 2011 - 2012 | Morangos com Açúcar           | Sebastião Salgado                | Elenco Principal      | TVI   |
| 2012        | Morangos com Açúcar – O Filme | Sebastião Salgado                | Co- Protagonista      | TVI   |
| 2013 - 2014 | I Love It                     | Arrison Fordji de Souza          | Protagonista          | TVI   |
| 2014        | Ah Pois! Tá Bem               | _________                        | Elenco Principal      | TVI   |
| 2014 - 2015 | Jardins Proibidos             | Rui Menezes                      | Elenco Principal      | TVI   |
| 2016        | Massa Fresca                  | Sérgio Silva                     | Elenco Principal      | TVI   |
| 2017        | Inspetor Max                  | Mauro Ramos                      | Participação Especial | TVI   |
| 2017 - 2018 | A Herdeira                    | Inspetor Cabaço                  | Elenco Adicional      | TVI   |
| 2020        | Nazaré                        | Tiago                            | Elenco Adicional      | SIC   |
| 2021        | Bem Me Quer                   | Daniel Trindade de Sousa (jovem) | Elenco Adicional      | TVI   |
| 2021        | Amar Demais                   | Cliente da Barbearia             | Elenco Adicional      | TVI   |
| 2024        | Cacau                         | Enfermeiro                       | Elenco Adicional      | TVI   |
| 2025        | Vizinhos Para Sempre          | Polícia                          | Elenco Adicional      | TVI   |
| 2025        | A Protegida                   |                                  | Elenco Adicional      | TVI   |

### Cinema
Longas-metragens
| Ano  | Filme                         | Papel             | Notas            |
| ---- | ----------------------------- | ----------------- | ---------------- |
| 2012 | Morangos com Açúcar – O Filme | Sebastião Salgado | Elenco Principal |

Curtas-metragens
| Ano  | Filme | Papel | Notas        |
| ---- | ----- | ----- | ------------ |
| 2014 | KOMBI | Rui   | Protagonista |

## Família
Filho de João Pedro Cayolla Bonneville, sobrinho-tetraneto do 1.º Visconde de Macieira e 1.º Conde de Macieira (primo-irmão do pai do 1.º Barão de Paço de Sousa) e 7.º neto do 3.º Conde de Avintes de Juro e Herdade e 1.º Marquês de Lavradio de Juro e Herdade, e de sua primeira mulher Patrícia Maria de Arantes Freire Torres (Lisboa, 19 de Agosto de 1963), divorciados. Tem três irmãs e um irmão